# Le Madrigal de Luxembourg
 (juillet 2014).
Si vous disposez d'ouvrages ou d'articles de référence ou si vous connaissez des sites web de qualité traitant du thème abordé ici, merci de compléter l'article en donnant les références utiles à sa vérifiabilité et en les liant à la section « Notes et références ».
Pour les articles homonymes, voir Madrigal (homonymie).
La chorale Le Madrigal de Luxembourg compte une quarantaine de membres actifs. Elle se produit régulièrement au Luxembourg et dans la Grande Région. La moyenne d‘âge des membres de la chorale est une des plus jeunes parmi les chœurs d‘adultes au Luxembourg.

## Historique
Le Madrigal de Luxembourg fut créé en 1964 par Bruno Wyzuj (basse) et Madame Béby Kohl-Thommes  (Soprano - 16/01/1923 - 13/93/2016) pour faire revivre l'époque des madrigaux, le chant de la Renaissance et pour donner une nouvelle vie aux compositions anciennes mais aussi pour mettre en valeur les compositions contemporaines notamment dans le domaine des œuvres des grands compositeurs religieux.  La chorale a ainsi pu jouer un rôle de pionnier dans le renouveau de ces compositions à Luxembourg.
Le premier concert de "Le Madrigal de Luxembourg", donné fin janvier 1965 à Luxembourg, a été dirigé par son cofondateur, de 1964 à 1965 par le chanteur Bruno Wyzuj. (Voir la critique parue au "Luxemburger Wort" le 30 janvier 1965 signée "Casa", l'auteur même de cet ajout à l'historique.) tandis que Madame Béby Kohl-Thommes en assurait le secrétariat pendant des années durant. Dans le courant de l'année 1965, Daniel Schertzer a succédé à Bruno Wyzuj, mais je m'étonne de ce que le chef cofondateur ne soit nommé ni dans cet article, ni dans les communications récentes autour du cinquantenaire de la fondation de la chorale. (Fred Casagranda 14.12.2014) 
Jusqu’en 1983, la Chorale était placée sous la direction de Daniel Schertzer, professeur de musique à l'École Européenne et de 1983 jusqu’à son décès prématuré en 2006, sous celle de Carlo Hommel, organiste titulaire à la Cathédrale de Luxembourg. Sous la direction de Carlo Hommel, le Madrigal a élargi son répertoire en produisant les grandes œuvres de Jean-Sébastien Bach, de Georg Friedrich Haendel et d’autres compositeurs importants, ainsi que des œuvres contemporaines, y inclus plusieurs créations mondiales.
Depuis 2006, le jeune ténor et musicien, Marc Dostert, chargé de cours au Conservatoire de la Ville de Luxembourg, assure la succession. Sous sa direction de nouvelles voies ont été explorées. De préférence, des concerts à thème sont programmés et une attention particulière est accordée aux œuvres qui n'ont été ou qui n'ont été que peu présentées au Luxembourg.
Ainsi, aussi bien des compositions inconnues de grands compositeurs que d’œuvres récentes de compositeurs contemporains figuraient au programme comme p.ex.    
- Dietrich Buxtehude et ses précurseurs (aux orgues de Lubeck). Concert à Bissen 2007
- Le jeune compositeur Felix Mendelssohn Bartholdy, œuvres des années 1822-31, (concert à Bissen 2009)
- Ecce Cor Meum de Paul McCartney (Concert à Bissen 2010)
- Concert sous le titre « lumière » – Lux perpetua (Jonathan Willcocks) et Lux aeterna (Morten Lauridson) à Bissen 2012

Avec Marc Dostert une ancienne tradition du chant a cappella fut repris en 2013 et fut présentée au public dans différents concerts, avec le programme “Les motets au fil du temps”.
Au fil de son histoire, le Madrigal s'est constitué un repertoire avec des œuvres les plus prestigieuses de la musique classique, et son palmarès contient entre autres toutes les passions et la messe en si mineur de JS Bach, le Messie de Haendel, œuvres de Mozart, œuvres de Mendelssohn-Bartholdy, de Brahms et d‘autres grands compositeurs.
C'était un grand honneur pour le Madrigal de faire plusieurs fois l'ouverture du Printemps musical, festival de la musique de la Ville de Luxembourg,.
Depuis 1995, la chorale figure à l'affiche du programme du festival de Bissen.
Le Madrigal s’est produit aussi au “ Klengen Marnecher Festival”, et à d’autres festivals.
L'Orchestre de RTL, l‘Orchestre OPL, le Neusser Kammerorchester,  les Musiciens, l’Orchester du Chambre de Luxembourg, l’Orchestre Armonico, l‘Ensemble baroque de Cologne et d‘autres ensembles sont les orchestres qui ont travaillé avec le Madrigal.
Tous les organistes de renommés du Luxembourg ont déjà accompagné l'ensemble lors de ses concerts. Dans son choix, le Madrigal porte toujours une grande attention à la promotion de jeunes talents, du Luxembourg et de l’étranger, pour autant que le rôle en question le permet.
Avec actuellement 40 membres actifs de cinq nations la Chorale se présente régulièrement à Luxembourg et à l’étranger.

## Discographie
Le Madrigal de Luxembourg - Daniel Schertzer 